# Aleksandr Kolobnev
Aleksandr Kolobnev (n. 4 mai 1981, Vîksa, RSFS Rusă, URSS) este un ciclist de performanță ce a reprezentat Rusia, medaliat olimpic. A participat la 3 ediții ale Jocurilor Olimpice (2004, 2008, 2012) în care a câștigat o medalie de bronz.